# Каличе (геология)

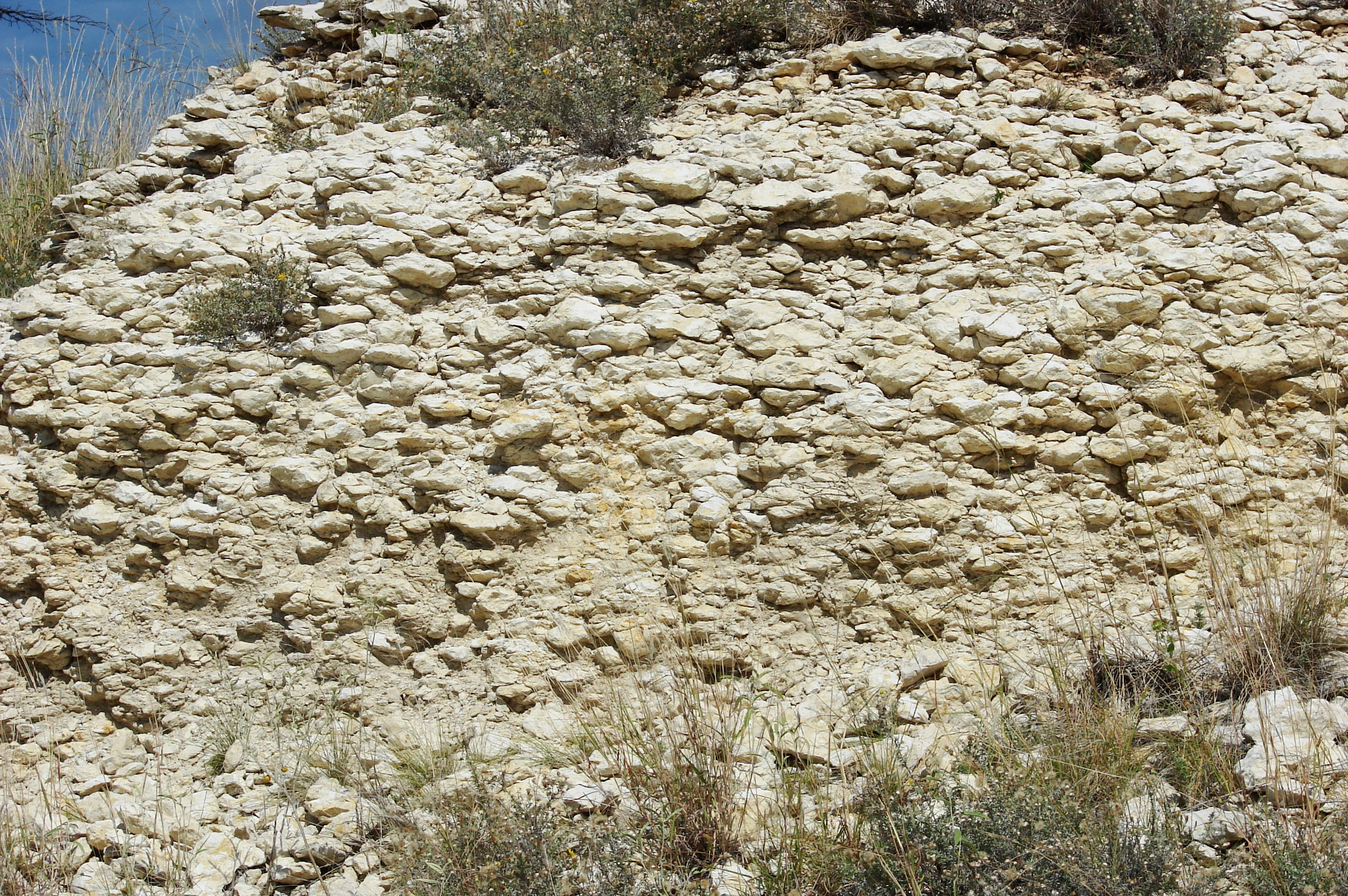
Отложения каличе в центральном Техасе

Каличе, или калише (известковая кора выветривания, исп. caliche от cal, лат. calx, известь) — горная порода, представляющая собой горизонт вторичной аккумуляции карбоната кальция вблизи от поверхности каменистых почв в засушливых или полузасушливых районах. Образуется в результате концентрации карбоната кальция, поступающего капиллярно с грунтовыми водами и просачивающегся из почвы и залегающих выше выветривающихся горных пород с инфильтрующимися атмосферными водами; обычно выглядит, как рассыпчатая мучнистая масса.
Иногда термин употребляется также для обозначения горизонтов аккумуляции других солей, в том числе хлорида и нитрата натрия, селитры. Термин наиболее распространён в странах Южной Америки (Чили, Боливия) и США, где горизонты каличе встречаются в штатах Невада и Калифорния; в других регионах мира используются синонимичные понятия «хардпан» (англ. hardpan), «канкар» (в Индии)  или «тепетате» (исп. tepetate).